# كريم الدبيس
كريم الدبيس (مواليد 3 يونيو 2003) هو لاعب كرة قدم مصري يلعب في مركز الدفاع في نادي وادي دجلة.